# Evangelium (Glaube)

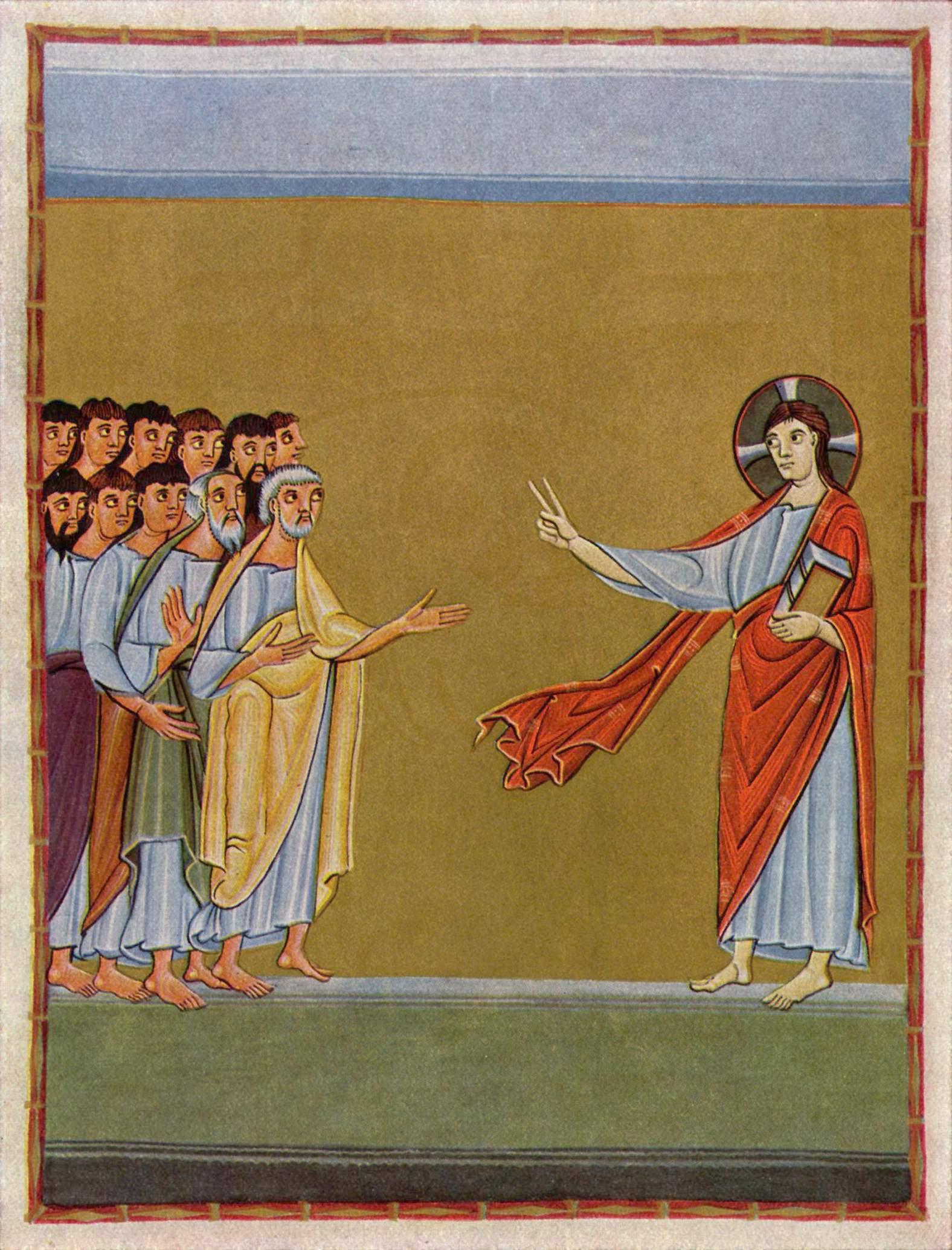
Jesus verkündet das Evangelium (Buchmalerei, um 1010)

Als Evangelium (auch Frohe Botschaft, Gute Nachricht, Frohbotschaft oder Heilsbotschaft) bezeichnet das Christentum die Botschaft, die Gott durch Jesus Christus an die Menschen richtet und deren Verkündigung Aufgabe der Christen sei. Die einzig normative schriftliche Formulierung des Evangeliums ist die Bibel als Heilige Schrift. Die Wege der Verkündigung reichen von vorbildlichem Verhalten und Handeln der Christen über den Verkündigungsdienst in Predigt und Katechese (Evangelisation) bis hin zu schriftlichen oder multimedialen Veröffentlichungen.
Als Evangelium werden auch um 100 n. Chr. verfasste Schriften aus neutestamentlicher Zeit bezeichnet, die die christliche Botschaft in Form einer Lebensbeschreibung Jesu darstellen und biographische Elemente (beginnend mit Taufe/Geburt Jesu, endend mit Kreuzigung/Auferstehung des Jesus Christus als Bringer der heilsamen Gnade Gottes) mit der Überlieferung und Deutung der Botschaft Jesu verbinden; sie benutzen dazu die Stilmittel der antiken Biographie. Zu dieser literarischen Gattung „Evangelium“ siehe Evangelium (Literaturgattung).

## Etymologie und Herkunft des Begriffs
Die metaphorische Wortgruppe um den Begriff des Evangeliums ist bis heute im kirchlichen Sprachgebrauch aktiv (evangelisch, Evangelisation) und gehört seit dem Urchristentum zum christlichen Grundwortschatz, außerhalb des Griechischen als Lehnwörter.
Der Begriff Evangelium stammt aus der griechischen Sprache (εὐαγγέλιον eu-angélion) und bedeutet „Lohn für das Überbringen einer guten Nachricht“ bzw. kurz „gute Nachricht“ oder konkreter „Siegesbotschaft“.
Bereits bei Homer begegnet εὐαγγέλιον als Fachbegriff für eine gute Nachricht. In der römischen Kaiserzeit hießen Botschaften, die vom Kaiser ausgingen oder sich auf ihn bezogen, Evangelium. Meist wurde jedoch der Plural Euangélia für die Jahresfeste wie Geburtstag und Thronbesteigung des jeweiligen Herrschers verwendet.
Die griechischsprachige jüdische Tradition verwendet wie das Alte Testament in erster Linie das Verb ευαγγελίζομαι bezogen auf die besonders vom Propheten Deuterojesaja (Jes 40,9 ) angekündigte messianische Heilsbotschaft.

## Neues Testament
In der Darstellung des Neuen Testaments benutzt Jesus dieses Wort aus dem Umfeld der römischen Kaiser am Anfang seiner Verkündigung. Der Evangelist Markus schreibt:

„Nachdem man Johannes ins Gefängnis geworfen hatte, ging Jesus wieder nach Galiläa; er verkündete das Evangelium Gottes und sprach: ‚Die Zeit ist erfüllt, das Reich Gottes ist nahe. Kehrt um, und glaubt an das Evangelium.‘“

Im Neuen Testament kommt das Substantiv εὐαγγέλιον (euangélion) in den Paulusbriefen 60-mal vor, dazu 21-mal das Verb ευαγγελίζω bzw. ευαγγελίζομαι (euangelízo / euangelízomai „gute Nachricht bringen, das Evangelium verkünden“). Der Evangelist Lukas verwendet das Verb 25-mal, das Substantiv nur zweimal in der Apostelgeschichte (Apg 15 , 20,24 ). Bei Markus erscheint das Substantiv siebenmal, bei Matthäus viermal. Je einmal findet sich das Substantiv im 1. Petrusbrief (1 Petr 4,17 ) und in der Offenbarung des Johannes (Offb 14,6 ), das Verb dreimal im 1. Petrusbrief und zweimal in der Offenbarung des Johannes. Im Johannesevangelium und den übrigen neutestamentlichen Schriften sind beide Formen nicht anzutreffen.
Beim Apostel Paulus ist εὐαγγέλιον (euangélion) ein zentraler Begriff seiner Theologie, dass Gott in Menschwerdung, Tod und Auferstehung Jesu Christi zum Heil der Welt gehandelt habe. Ausdrücklich bezeichnet er die Bekenntnisformel von Tod, Auferweckung und Erscheinung Christi, die den christlichen Glauben zusammenfasst und die er seinen Adressaten weitergibt (1 Kor 15,3–5 ), als Evangelium (1 Kor 15,1 ):

„Ich erinnere euch, Brüder und Schwestern, an das Evangelium, das ich euch verkündet habe. Ihr habt es angenommen; es ist der Grund, auf dem ihr steht. Durch dieses Evangelium werdet ihr gerettet werden, wenn ihr festhaltet an dem Wort, das ich euch verkündet habe, es sei denn, ihr hättet den Glauben unüberlegt angenommen.
Denn vor allem habe ich euch überliefert, was auch ich empfangen habe: Christus ist für unsere Sünden gestorben, gemäß der Schrift, und ist begraben worden. Er ist am dritten Tag auferweckt worden, gemäß der Schrift, und erschien dem Kephas, dann den Zwölf. […]
Ob nun ich verkünde oder die anderen: Das ist unsere Botschaft und das ist der Glaube, den ihr angenommen habt.“

Auch bei den Synoptikern ist εὐαγγέλιον (euangélion) der Name für die Frohbotschaft vom Heilsgeschehen in Jesus Christus, mit jeweils leicht unterschiedlichem Akzent. In jedem Fall wird im Neuen Testament jedoch mit ευαγγέλιον eine mündliche, verkündigte Frohbotschaft gemeint, nicht etwas schriftlich Fixiertes.
Einige Kirchenväter bezeichneten das gesamte Neue Testament als Evangelium. Die Bezeichnung Evangelium im Zusammenhang mit den kanonischen Evangelienschriften findet sich bei Irenäus: das Evangelium als die eine Botschaft von Jesus Christus in vier Formen – nach Matthäus, Markus, Lukas, Johannes. Justin verwendet den Ausdruck in beiden Bedeutungen.

## Evangelisierung
Die Christen fühlten sich durch den Missionsbefehl von Jesus Christus beauftragt, die Frohe Botschaft vom Reich Gottes zu verbreiten: „Geht und macht alle Völker zu meinen Jüngern; tauft sie auf den Namen des Vaters und des Sohnes und des Heiligen Geistes und lehrt sie, alles zu befolgen, was ich euch geboten habe.“ (Mt 28,19f ) Die Wege und Formen dieser Verkündigung werden als Evangelisierung oder Evangelisation bezeichnet.

## Texte
- Papst Franziskus: Apostolisches Schreiben Evangelii gaudium über die Verkündigung des Evangeliums in der Welt von heute (24. November 2013).